# Garfield 2
Garfield: A Tail of Two Kitties (bra: Garfield 2; prt: Garfield 2, ou Garfield 2 - Dom Caixote e o Gato Pança) é um filme norte-americano de 2006, dos gêneros aventura e comédia, dirigido por Tim Hill e escrito por Joel Cohen e Alec Sokolow. Trata-se da sequência do filme Garfield de 2004 baseado na tira homônima de Jim Davis. Foi produzido pela 20th Century Fox e pela Davis Entertainment.
Nesta sequência, Garfield é confundido com um outro gato que é herdeiro de uma grande fortuna e de um imenso castelo na Inglaterra que é idêntico a ele. Breckin Meyer e  Jennifer Love Hewitt reprisam seus papéis do primeiro filme junto com Bill Murray na voz de Garfield; além desses, o filme também conta com Billy Connolly e Ian Abercrombie, acompanhados de Tim Curry e Bob Hoskins nas vozes dos novos personagens animais do castelo.
Foi lançado nos Estados Unidos em 16 de junho de 2006. Se tornou um sucesso comercial (assim como o filme original), arrecadando 143 milhões de dólares contra seu orçamento de 60 milhões de dólares, no entanto foi mal recebido pela crítica.

## Enredo
Dois anos após os eventos do primeiro filme, Jon Arbuckle planeja pedir em casamento sua namorada, a veterinária Dra. Elizabeth "Liz" Wilson, que está em viagem de negócios para Londres. Jon a segue até o Reino Unido planejando uma surpresa após deixar seu dois animais de estimação, o gato Garfield e o cãozinho Odie, sob a guarda de um canil enquanto viaja. No entanto, Garfield e Odie conseguem fugir do canil e entram escondidos na bagagem de Jon e se juntam a ele na viagem. Já na Inglaterra, Garfield e Odie fogem do quarto do hotel devido ao tédio e, posteriormente, se perdem nas ruas de Londres.
Enquanto isso, no Castelo de Carlyle, no interior da Inglaterra, o testamento da falecida Lady Eleanor Carlyle é lido pelos advogados, Sr. Hobbs, Sr. Greene e Sra. Whitney. Em seu testamento, Eleanor dá o Castelo ao seu estimado gato de estimação Prince XII, que goza de uma vida de muito luxo e tem uma forte semelhança com Garfield. Isso enfurece o sobrinho ganancioso de Eleanor, Lord Manfred Dargis, que agora só herdará a grande propriedade quando Prince falecer. Planejando se livrar do gato, Lord Dargis prende Prince em uma cesta de piquenique e o joga no rio. Jon encontra Prince saindo de um ralo e o leva para o hotel após confundi-lo com Garfield, enquanto o mordomo de Prince, Smithee, encontra Garfield na rua e o leva para o Castelo de Carlyle após confundi-lo com Prince.
Na grande propriedade, Garfield recebe muito tratamento especial, incluindo um mordomo e um grupo de seguidores animais, liderados pelo leal servo buldogue de Prince, Winston. Winston convence os animais a tolerar e proteger Garfield para evitar que Lord Dargis tome posse da propriedade, uma vez que ele planeja transformar o local em um grande resort, demolindo toda a área e massacrando os animais. Com a presença de Garfield, Dargis pensa que Prince voltou e teme que os advogados não assinem a propriedade para ele. Ele faz muitas tentativas de matar Garfield, mas falha todas as vezes devido à interferência dos animais. Garfield faz amizade com os animais e os ensina a fazer lasanha enquanto Prince aprende a ser um animal de estimação comum com Jon. Apesar de ambos desfrutarem de seus novos estilos de vida, eles logo começam a sentir falta de suas antigas vidas, especialmente Garfield depois de ouvir os animais reclamando de sua atitude desleixada e egoísta por um gato real.
Eventualmente, Garfield e Prince se encontram cara a cara depois que ambos tentam retornar aos seus antigos donos. Garfield, tendo entendido o que está em jogo para Prince e seus súditos, os convence a ajudá-lo a derrotar Dargis. Jon e Odie descobrem a confusão e vão para o castelo, que Liz está visitando coincidentemente em sua viagem de negócios.
Garfield e Prince insultam Dargis, cujo plano é exposto, e os dois gatos são vistos pelos advogados. Dargis invade a sala, segurando um bacamarte e ameaça os advogados se eles não assinarem a propriedade para ele, ao mesmo tempo em que toma Liz como refém. Jon tenta forçar Dargis a libertar Liz enquanto aponta um arco e flecha para ele, até que um furão entra pelas pernas de Dargis e Jon lhe desfere um soco. Garfield e Prince, com a ajuda de Odie, salvam o dia enquanto Smithee alerta as autoridades e Dargis é preso por seus crimes. Garfield, que inicialmente estava tentando impedir Jon de pedir Liz em casamento, muda de ideia e passa a apoiar o matrimônio; Jon pede Liz em casamento e ela aceita. Os animais do castelo invadem a sala comemorando a derrota de Dargis, enquanto Garfield e Prince dançam em cima da mesa para depois nadarem na piscina do palácio com todo mundo.

## Elenco

### Atores/Atrizes
- Breckin Meyer como Jon Arbuckle, dono de Garfield e Odie.
- Jennifer Love Hewitt como  Liz Wilson, a namorada veterinária de Jon.
- Billy Connolly como Lorde Manfred Dargis, um aristocrata do mal que quer se livrar de Prince para ficar com sua fortuna e transformar o Castelo de Carlyle em um resort.
- Ian Abercrombie como Smithee, o fiel mordomo do Castelo de Carlyle.
- Roger Rees como Sr. Hobbs, um advogado.
- Lucy Davis como Abby Westminister, uma advogada.
- Jane Carr como Sra. Whitney, uma advogada.
- Oliver Muirhead como Greene, advogado.

### Elenco de voz
- Bill Murray como Garfield.
  - No Brasil, o ator Antônio Calloni volta a dublar o personagem assim como no filme anterior.[8]
- Tim Curry como o Prince XII, um gato inglês que é um sósia de Garfield.
- Bob Hoskins como Winston, um bulldog-inglês que é servo e amigo de Prince.
- Rhys Ifans como McBunny, uma lebre belga com sotaque escocês.
- Vinnie Jones como Rommel, um rottweiler que é o ex-mascote de Lord Dargis.
- Jim Piddock como Bolero, um touro.
- Joe Pasquale como Claudius, um rato.
- Greg Ellis como Nigel, um furão.
- Richard E. Grant como Preston, um papagaio mal-humorado.
- Jane Leeves como Eenie, uma pata.
- Jane Horrocks como Meenie, uma pata.
- Roscoe Lee Browne como o Narrador.

## Produção

### Locações
O Castelo de Carlyle visto no filme é o  Castle Howard, um palácio rural localizada em North Yorkshire.

## Recepção

### Bilheteria
O filme estreou na sétima posição no seu primeiro final de semana em cartaz nos Estados Unidos, arrecadando 7,3 milhões de dólares. Garfield: A Tail of Two Kitties arrecadou 28,4 milhões de dólares na América do Norte e 113,3 milhões de dólares em outros países, obtendo um total mundial de 141,7 milhões de dólares.
De acordo com a 20th Century Fox, o estúdio estava ciente de que o filme não seria tão bom comercialmente quanto o primeiro e que apenas o fez com base no sucesso mundial do primeiro filme.

### Resposta da crítica
No Rotten Tomatoes, o filme tem uma taxa de aprovação de 11%, com base em críticas de 73 críticos consultados, com uma classificação média de 3,5/10; o consenso crítico do site diz: "Estritamente para crianças (muito) pequenas, A Tale of Two Kitties apresenta dubladores qualificados, mas um enredo que desperta pouco interesse". No Metacritic, o filme tem uma pontuação média ponderada de 37/100, com base em vinte comentários, indicando "críticas geralmente desfavoráveis". O público dos cinemas consultado pelo CinemaScore deu ao filme uma nota média "B+" (a mesma nota obtida pelo primeiro filme) em uma escala de "A+" a "F".
Joe Leydon, da revista Variety, fez uma crítica positiva ao filme, dizendo: "Bom gatinho! Superior em todos os aspectos ao seu antecessor, Garfield: A Tail of Two Kitties, é um truque genuinamente inteligente que deve encantar os pequenos, agradar os pais - e talvez fazer cócegas em alguns pré-adolescentes". Janice Page, do jornal The Boston Globe, deu ao filme uma estrela e meia de quatro em sua crítica, dizendo: "Você só se sentirá atraído por Garfield: A Tail of Two Kitties se você for muito criança. Ao ver esse filme, das duas ou uma: ou você é facilmente entretido ou você simplesmente não se cansa do gato em desenho animado de Jim Davis". Peter Hartlaub do San Francisco Chronicle deu ao filme uma de quatro estrelas, dizendo: "A melhor coisa que pode ser dita sobre Garfield: A Tail of Two Kitties é que o filme não é tão ruim quanto seu nome".

### Prêmios e nomeações
O filme foi indicado a dois prêmios do Framboesa de Ouro em 2006: um na categoria "Pior Sequência" e outro na categoria "Pior Desculpa para Entretenimento Familiar", mas perdeu para o Basic Instinct 2 e RV, respectivamente.

## Home video
O filme foi lançado em DVD em 10 de outubro de 2006. Os bônus do DVD inclui um curta chamado "Drawing with Jim Davis", que ensina os espectadores a desenhar Garfield, Odie e Pookie, e dois jogos: Labirinto do Garfield e Álbum de Fotos do Odie. Ele também inclui um videoclipe, trailers, uma história em quadrinhos de Garfield, além de um making of do filme e uma versão estendida com oito minutos a mais de cenas não vistas nos cinemas. Anos depois, o filme foi lançado em um pacote combinado de três discos (Blu-ray/DVD/cópia digital) em 11 de outubro de 2011, junto com o primeiro filme.